# Vaalbara

Kratón Kaapvaal

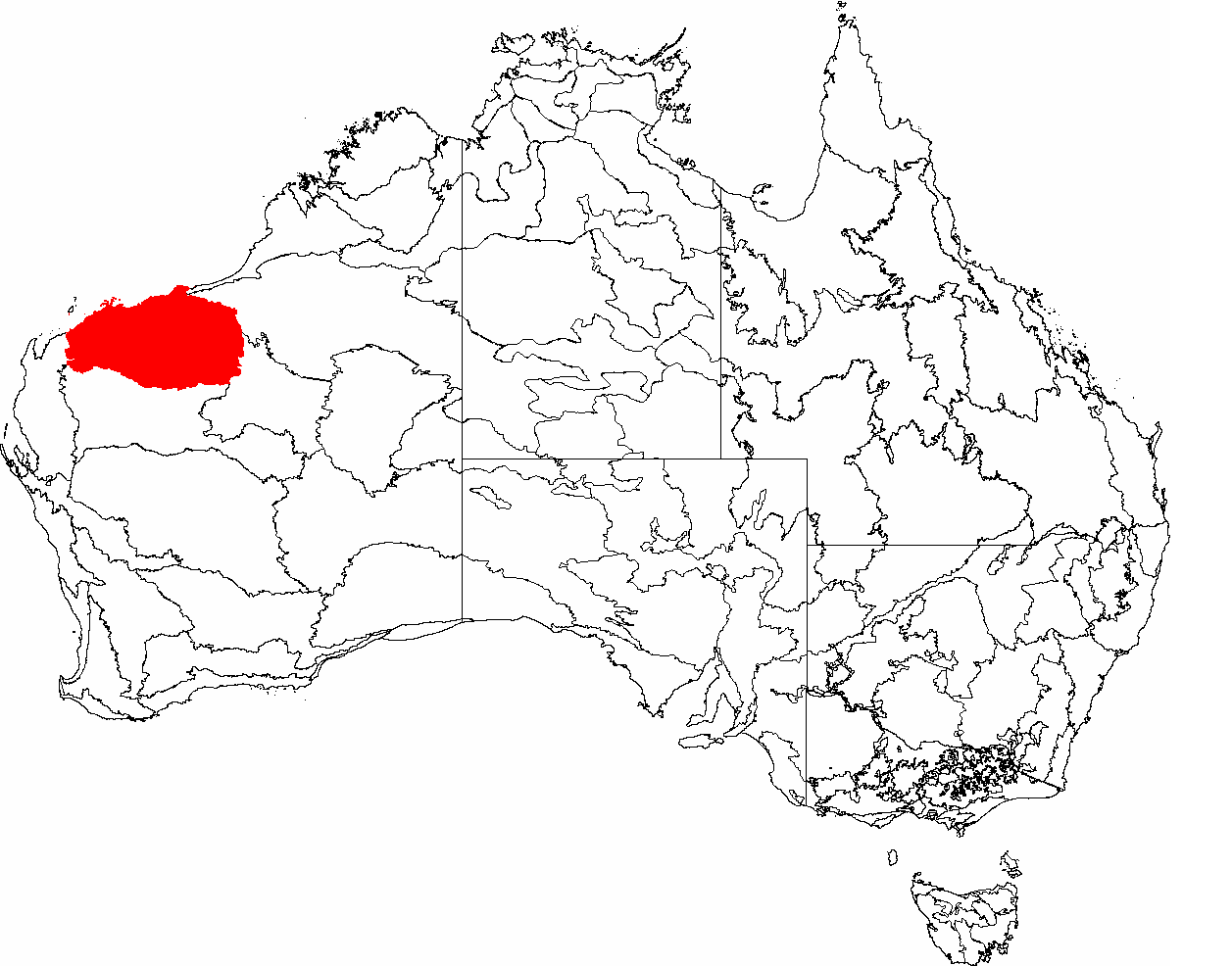
Kratón Pilbara

Vaalbara je název hypotetického superkontinentu, který podle výzkumů paleogeografie existoval v období archaika. Jako vůbec první pevnina se vynořil z praoceánu před zhruba 3,5 miliardami let a rozpadl se asi před 2,8 miliardami let v důsledku přehřívání astenosféry.
Za pozůstatky Vaalbary jsou pokládány kratóny Kaapvaal v jižní Africe a Pilbara na západě Austrálie, podle nichž také dostal jméno. V obou lokalitách byla pomocí radioaktivního datování objevena nápadně podobná zrnka zeleného meteoritického skla svědčící o tom, že v období archaika tvořily souvislé území nacházející se nad mořskou hladinou.
Zhruba půl miliardy let po rozpadu Vaalbary se zformoval další superkontinent Ur.